# 長門美由樹
長門 美雪（ながと みゆき、1962年3月14日 - ）（別名義：長門 美由樹）は、日本の元女優。東京都出身。以前は東映アクションタレントクラブに所属していた。

## 来歴・人物
『宇宙刑事ギャバン』ホラーガール役のスーツアクトレスや、『超新星フラッシュマン』のウルク役や『ブルースワット』のマドモアゼル・Q役で知られ、多くの特撮作品で悪役としてレギュラーおよびゲスト出演している。
2006年3月19日に行われた『宙祭』にて久々に公の場に姿を見せ、2009年10月に行われた『超新星祭』でも登場し、撮影当時実際に着用していたウルクの耳を持ち込んでいた。『超新星フラッシュマン』で共演したジン / レッドフラッシュ役の垂水藤太や、レー・ネフェル役の萩原佐代子のブログにも何度か登場している。
2010年に『東映ヒーローMAX Vol.34』にて、萩原佐代子、小島裕子と共に登場した。
現在はイベントや冠婚葬祭の司会の仕事をしている。
2021年2月、『宇宙刑事シャリバン』で共演していた降矢由美子とともに、YouTubeチャンネル『ふるうなchannel』を開設、コメディ動画やトーク番組などを発信している。

## 出演

### テレビドラマ
- メタルヒーローシリーズ
  - 宇宙刑事ギャバン（1982年） - ホラーガール[1]
  - 宇宙刑事シャリバン（1983年） - 二代目ミスアクマ1
  - 宇宙刑事シャイダー 第27話（1984年） - ドラゴン妹[要出典]
  - 世界忍者戦ジライヤ 第15話（1988年） - 魔忍シルビア[2]
  - 特警ウインスペクター 第13・14話（1990年） - 死神モスの手下
  - ブルースワット（1994年） - マドモアゼル・Q
  - 重甲ビーファイター（1995年） - マドモアゼル・Q
- スーパー戦隊シリーズ
  - 科学戦隊ダイナマン 第13話（1983年） - さらわれる花嫁
  - 超電子バイオマン 第15話（1984年） - メカ人間
  - 超新星フラッシュマン（1986年） - ウルク 役
  - 高速戦隊ターボレンジャー 第40話（1989年） - 中島トシオの母親
  - 鳥人戦隊ジェットマン 第40・41話（1991年） - ネオジェットマンJ5
  - 五星戦隊ダイレンジャー（1993年） - 口紅歌姫の声（長門美由樹名義）
- 仮面ライダーBLACK 第8話（1987年） - 杉本綾子
- 土曜ワイド劇場不倫の果て（1999年9月4日）

### 映画
- 劇場版五星戦隊ダイレンジャー（1993年） - 口紅歌姫[要出典]

### イベント
- 340プレゼンツ「宙祭」（2006年3月19日）ゲスト
- 340プレゼンツ「超新星祭」（2009年10月31日）